# Al Jazeera
Al Jazeera (pronunciado /al yasíra/ en fonética española; en árabe: الجزيرة‎, al-Ǧazīra pronunciado /el (d)ʒæˈziːrɐ/), que significa  «la isla», es un canal de televisión por suscripción internacional fundada en 1996 por el Gobierno de Catar. Originalmente gratuita y sostenida por el Gobierno de la Familia Real catarí, la emisora poco a poco empezó a cobrar por sus servicios y se independizó económicamente, como se pretendía desde su creación.[cita requerida] Es el principal canal de noticias del mundo árabe y uno de los más importantes del mundo con una audiencia superior a los 270 millones de hogares.

## Historia

### Lanzamiento y cobertura inicial (1996-1999)
Al Jazeera Satellite Channel, ahora conocido como AJA, se puso en marcha el 1 de noviembre de 1996 tras el cierre del canal de televisión en árabe de la BBC, una empresa conjunta con Orbit Communications Company. El canal de la BBC cerró al cabo de año y medio, cuando el gobierno saudí intentó censurar la información, incluido un reportaje gráfico sobre ejecuciones y destacadas opiniones disidentes.
El Emir de Qatar, jeque Hamad bin Khalifa, concedió un préstamo de QAR 500 millones (137 millones de dólares) para sostener a Al Jazeera durante sus primeros cinco años, como detalla Hugh Miles en su libro Al Jazeera: The Inside Story of the Arab News Channel That Is Challenging the West. Las acciones estaban en manos de inversores privados y del gobierno de Qatar.
El primer día de emisión de Al Jazeera fue el 1 de noviembre de 1996. Ofrecía 6 horas diarias de programación, que aumentaron a 12 a finales de 1997. Se emitía en las inmediaciones como señal terrestre y por cable. Al Jazeera también está disponible a través de satélites (que también eran gratuitos para los usuarios del mundo árabe), aunque Qatar y muchos otros países árabes prohibieron a los particulares tener antenas parabólicas hasta 2001.
En el momento del lanzamiento de Al Jazeera Media Network, Arabsat era el único satélite que emitía a Oriente Medio, y durante el primer año sólo pudo ofrecer a Al Jazeera un débil transpondedor de Banda C que necesitaba una gran antena parabólica para su recepción. Un transpondedor más potente de banda Ku quedó disponible como oferta de paz después de que su usuario, Canal France International, emitiera accidentalmente 30 minutos de pornografía en la ultraconservadora Arabia Saudí.
Al Yazira no fue la primera emisora de este tipo en Oriente Próximo; varias habían aparecido desde que el satélite Arabsat, una empresa de 21 gobiernos árabes con sede en Arabia Saudí, entró en órbita en 1985. El desarrollo de la Operación Tormenta del Desierto en la CNN Internacional puso de relieve el poder de la televisión en directo en la actualidad. Mientras otras cadenas locales de la región evitaban con asiduidad material embarazoso para sus gobiernos (Qatar también tiene su propia cadena de televisión oficial), Al Yazira se presentó como una fuente de noticias imparcial y una plataforma para debatir asuntos relacionados con el mundo árabe.
Poco después de su puesta en antena en 1996, Al Yazira se convirtió en la primera cadena de televisión en lengua árabe que incluía a israelíes (a menudo hablando hebreo) como invitados en sus programas. Los programas de entrevistas animados y de gran alcance, en particular uno popular y polémico llamado El-Itidjah el-Mouakass (en árabe, La dirección opuesta), eran una fuente constante de controversia sobre cuestiones de moralidad y religión. Esto provocó un torrente de críticas por parte de las voces conservadoras de la prensa de la región. También provocó quejas y censuras oficiales de los gobiernos vecinos. Algunos[¿quién?] interrumpieron la emisión terrestre de Al Jazeera o expulsaron a sus corresponsales. En 1999, el gobierno argelino cortó la electricidad en varias ciudades importantes para censurar una emisión de "El-Itidjah el-Mouakass". También hubo repercusiones comerciales: varios países árabes presionaron al parecer a los anunciantes para que evitaran el canal, con gran éxito.
Al Yazira fue la única cadena internacional de noticias que tuvo corresponsales en Irak durante la campaña de bombardeos de la Operación Zorro del Desierto en 1998. Como precursor de una pauta a seguir, sus videoclips exclusivos fueron muy apreciados por los medios de comunicación occidentales.

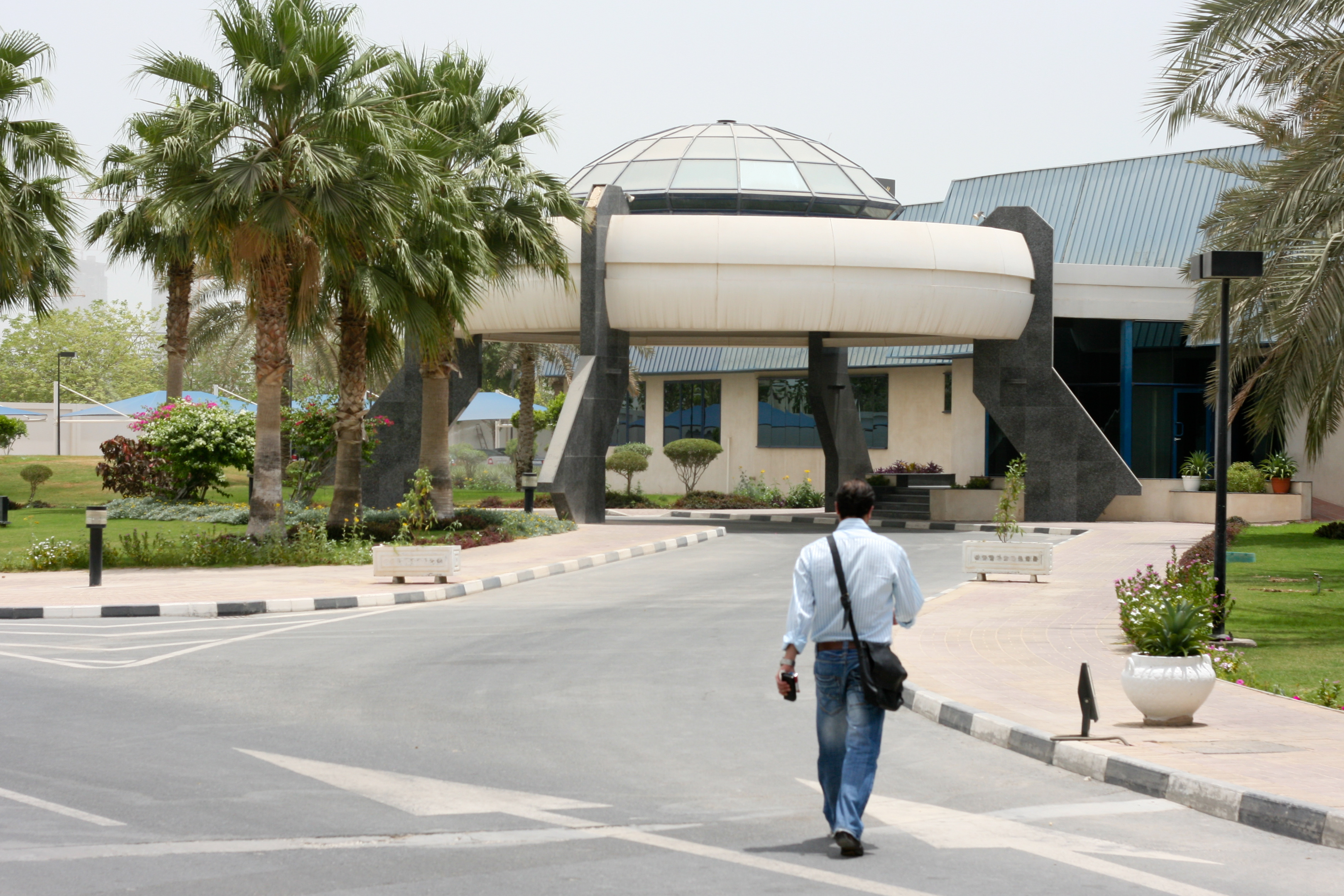
Edificio de Al Jazeera Arabic

A partir de los atentados del 11 de septiembre de 2001 contra Estados Unidos, Al Jazeera cobró fama en el mundo occidental como canal de difusión privilegiado de los mensajes de Osama bin Laden y otros miembros de la red Al Qaeda.[cita requerida] Esta distinción le valió a la cadena árabe un contrato de exclusividad en Occidente con la cadena de noticias estadounidense CNN; el contrato se vino abajo meses después tras una disputa.[cita requerida]
La televisora afirma ser el único canal de televisión políticamente independiente en Cercano Oriente y el mundo árabe. Su tónica ha llegado a molestar en repetidas ocasiones al gobierno estadounidense, que al menos en una ocasión ha pedido al gobierno de Catar tomar cartas en el asunto, pero en vano. 
En Irak, posteriormente a la guerra de 2003, el Gobierno local, sostenido por Estados Unidos, vetó a Al Jazeera en varias ocasiones. Además, la monarquía saudí recibe frecuentes críticas de Al Jazeera, lo que hace que esta cadena de televisión no sea vista con buenos ojos por aquella.[cita requerida]
En mayo de 2021, en la Franja de Gaza, Palestina; el gobierno de Israel bombardeó un edificio el cual era sede de las agencias de noticias estadounidense Associated Press y de la cadena de televisión catarí Al Jazeera.
Por su carácter independiente, Al Jazeera últimamente recibió numerosas críticas durante las protestas en el mundo árabe, por transmitir sin censura todo lo que pasaba.

## Al Jazeera Media Network
Al Jazeera tiene una serie de canales temáticos además de su emblemático canal de noticias en árabe. La red de Al Jazeera incluye:
Al Jazeera
El canal original de la cadena que emite 24 horas de noticias en árabe
Bein Sports Arabia
Versión deportiva del canal (lanzado en 2003). Tiene varias cadenas hermanas:
Al Jazeera Deportes +1
Tuvo una gran audiencia debido a que tuvo en su programación partidos de la Liga Española. Fue lanzado en 2004.
Al Jazeera Deportes +2
Canal deportivo de pago. Emite la Copa UEFA, la Liga Española y la Liga Italiana.
Al Jazeera Deportes +3
Canal deportivo con comentarios en inglés.
Al Jazeera Deportes HD
Llamado también “Al Jazeera Deportes +4”. Emite contenido en alta definición. Transmite la Copa UEFA en ese formato.
Al Jazeera Mobasher («Al Jazeera en directo»)
Lanzada el 15 de abril de 2005, esta señal emite conferencias en vivo y en directo sin edición, comentarios o intervenciones de periodistas o comentaristas. La señal también utiliza subtítulos cuando se necesita traducción. Es similar a canales como C-SPAN o Parlamento de BBC. Es el primero de su tipo en el mundo árabe.
JeemTV
Puesta en el aire el 9 de septiembre de 2005, esta señal de Al Jazeera está dirigida a niños entre 3 y 15 años de edad. Está disponible en varios países del Oriente Medio y algunas partes de Europa.
Al Jazeera en inglés
La señal en inglés de Al Jazeera emite 24 horas de noticias en ese idioma. Sus estudios principales están en la ciudad de Doha, capital de Catar, pero un segmento de programación se emite desde sus estudios en Londres. Es la cadena hermana de la señal en árabe de Al Jazeera. El canal transmite noticias, análisis, documentales, debates, actualidad, negocios y deportes. Fue lanzado el 15 de noviembre de 2006.
Al Jazeera English es el primer canal de noticias en inglés con sede en el Medio Oriente.
Al Jazeera Documentales
Canal de la red Al Jazeera que emite documentales relativos preferentemente al Medio Oriente. Fue lanzado el 1 de enero de 2007. El canal señala que produce el 15% de su contenido, mientras que el resto de los documentales lo obtiene de otras producturas árabes y de otros países alrededor del mundo.
beIN Sport
Red de canales de televisión por cable y satélite deportivos.
Al Jazeera América
La señal emite noticias en EE. UU.
Al Jazeera Balkans
Canal de la red Al Jazeera que emite noticias desde Sarajevo, Bosnia y Herzegovina. Fue lanzado el 11 de noviembre de 2011; transmite noticias en idioma bosnio, croata y serbio.

### Al Jazeera televisión internacional
- Al Jazeera en idioma árabe peninsular
- Al Jazeera en idioma inglés

### Al Jazeera radio internacional
- Al Jazeera en idioma árabe peninsular
- Al Jazeera en idioma chino mandarín
- Al Jazeera en idioma español
- Al Jazeera en idioma francés
- Al Jazeera en idioma inglés
- Al Jazeera en idioma ruso
- Al Jazeera en idioma serbocroata
- Al Jazeera en idioma urdu (por estrenar, de momento solo es un proyecto)

## Críticas y acoso
Al Jazeera ha sido vetada en Jordania, Siria, Kuwait, Arabia Saudita y Argelia.

### España
Tayseer Allouni, corresponsal de Al Jazeera en España, fue detenido en 2003 y condenado por la Audiencia Nacional bajo acusaciones de pertenecer a Al Qaeda. Osama bin Laden le concedió una entrevista exclusiva en el 2001 durante la guerra contra Afganistán, la cual fue transmitida por Al-Jazeera. Las tomas de video de la entrevista se usaron durante el juicio como prueba de la relación de Allouni con Al Qaeda. Fue puesto en libertad bajo arresto domiciliario el 7 de octubre de 2006 debido a su estado de salud. Allouni fue condenado el 26 de septiembre de 2005 a siete años de prisión por ser un servicio de mensajería financiera de Al Qaeda.

### Estados Unidos
En Estados Unidos, Al Jazeera ha sido calificada como un instrumento de propaganda
El gobierno norteamericano dice que Al Jazeera tiene un punto de vista parcializado y para contrarrestarlo abrió un canal de noticias en lengua árabe, Alhurra, que transmite desde Arabia Saudita.
El 22 de noviembre de 2005 el diario británico Daily Mirror reveló tener un memorándum de la transcripción de una conversación entre Tony Blair y George W. Bush, en la cual Blair trataba de persuadir a Bush de que no bombardeara las oficinas centrales de Al Jazeera en Catar, un país aliado de Estados Unidos y donde este país tiene bases militares. Este último incidente reabrió la polémica sobre los bombardeos a las oficinas de Al Jazeera en Kabul en el 2001 y en Bagdad en el 2003, los cuales se suponía que habían sido accidentales.
El bombardeo a la oficina de Al Jazeera ocurrió días previos a la entrada de las fuerzas de Estados Unidos a la capital iraquí durante la Segunda Guerra del Golfo. Las instalaciones de la emisora fueron alcanzadas por una bomba "inteligente". En el ataque murió uno de los empleados de la cadena.

### Siria
Al-Jazeera ha sido acusado de cobertura injusta a los acontecimientos en Siria durante el conflicto armado que se inició en 2011. El canal de informes ha sido descrito principalmente como propaganda en apoyo de los insurgentes, mientras que el gobierno sirio es demonizado. El diario libanés As-Safir citó extractos de entrevistas, que sugieren que personal del canal instruyó a testigos e inventó víctimas de persecución del gobierno de Siria. Fuentes sugieren que Al-Jazeera se ha convertido en objeto de la política agresiva del emir de Catar en el extranjero, que apoya a los terroristas en Siria y exige una intervención militar en el país.
En marzo de 2012, los corresponsales de Al Jazeera Ali Hashim y otros dos renunciaron a sus puestos de trabajo debido a las objeciones sobre el informe del conflicto. Se informó que Al-Jazeera pagó cincuenta mil dólares por teléfonos de contrabando y herramientas de comunicación por satélite para los terroristas en Siria. Hashim dijo: «El canal fue a asumir una postura oportunista, estaba mintiendo con todos los detalles de los informes sobre la revolución siria».
Ahmad Ibrahim, responsable de la cobertura de Al-Jazeera en Siria, es el hermano de un destacado miembro del Consejo Nacional Sirio. Se informa que Al-Jazeera presiona a sus periodistas a utilizar el término "mártir" para referirse a los terroristas sirios muertos, pero no a las fuerzas pro gubernamentales.

### Israel
El 11 de mayo de 2022, las fuerzas de seguridad israelíes mataron de un disparo a la veterana periodista de Al Jazeera Shireen Abu Akleh mientras cubría una incursión de estos en la ciudad de Yenín, en Cisjordania.
El 1 de abril de 2024 el parlamento israelí aprobó una ley que otorga al primer ministro y al ministro de comunicaciones la autoridad para ordenar el cierre de redes extranjeras de noticias que operan en Israel y confiscar sus equipos si consideran que representan un «riesgo para la seguridad del Estado». Inmediatamente después de la aprobación de la ley, Netanyahu prometió «actuar de inmediato para detener» las operaciones de Al Jazeera en el país. El 5 de abril Netanyahu, anunció el cierre de las operaciones de la cadena catarí en todo el país «para detener finalmente la bien aceitada máquina de incitación de Al Jazeera, que perjudica la seguridad del Estado». Netanyahu afirmó que la decisión fue adoptada de manera unánime por el gabinete de guerra israelí. La orden de suspensión otorga al ministro de Comunicaciones, el ultraderechista Shlomo Karhi, la facultad de ordenar a los proveedores de contenidos el fin de las retransmisiones de la cadena catarí desde el país, además del cierre de sus oficinas, la confiscación de sus equipos y el bloqueo del servidor de su página web. Poco después de anunciarse la orden de suspensión la policía israelí allanó las oficinas del canal en Jerusalén Este, donde se incautaron del equipo técnico. Está orden de suspensión fue criticada por Naciones Unidas que solicitó a las autoridades israelíes que revoquen su decisión y por Reporteros Sin Fronteras que la describió como un «intento para silenciar la realidad» de la guerra de Gaza.
El 10 de diciembre de 2025, Israel asesinó deliberadamente, como reconoció, al periodista de Al Jazeera en árabe Anas al-Sharif al que llevaba tiempo amenazando acusándole de ser un miembro de Hamás. En el ataque contra la tienda de campaña en la que se encontraba, murieron otros cuatro empleados de la cadena catarí: el también periodista Mohammed Qreiqeh y los operadores de cámara Ibrahim Zaher, Mohammed Noufal y Moamen Aliwa. Los asesinatos levantaron un ola de indignación en buena parte del mundo.

## Planes futuros
Los planes futuros de la cadena Al Jazeera son: lanzar una cadena de noticias en urdú, orientado a personas de Pakistán e India, así como asociarse con medios locales para la creación de un canal en español dirigido a un público hispano. También planea lanzar un diario internacional en lengua árabe.